# Pipla osmahlá
Pipla osmahlá (Nonea pulla) je jednoletá až vytrvalá bylina z čeledi brutnákovitých, původní v české flóře.

## Popis

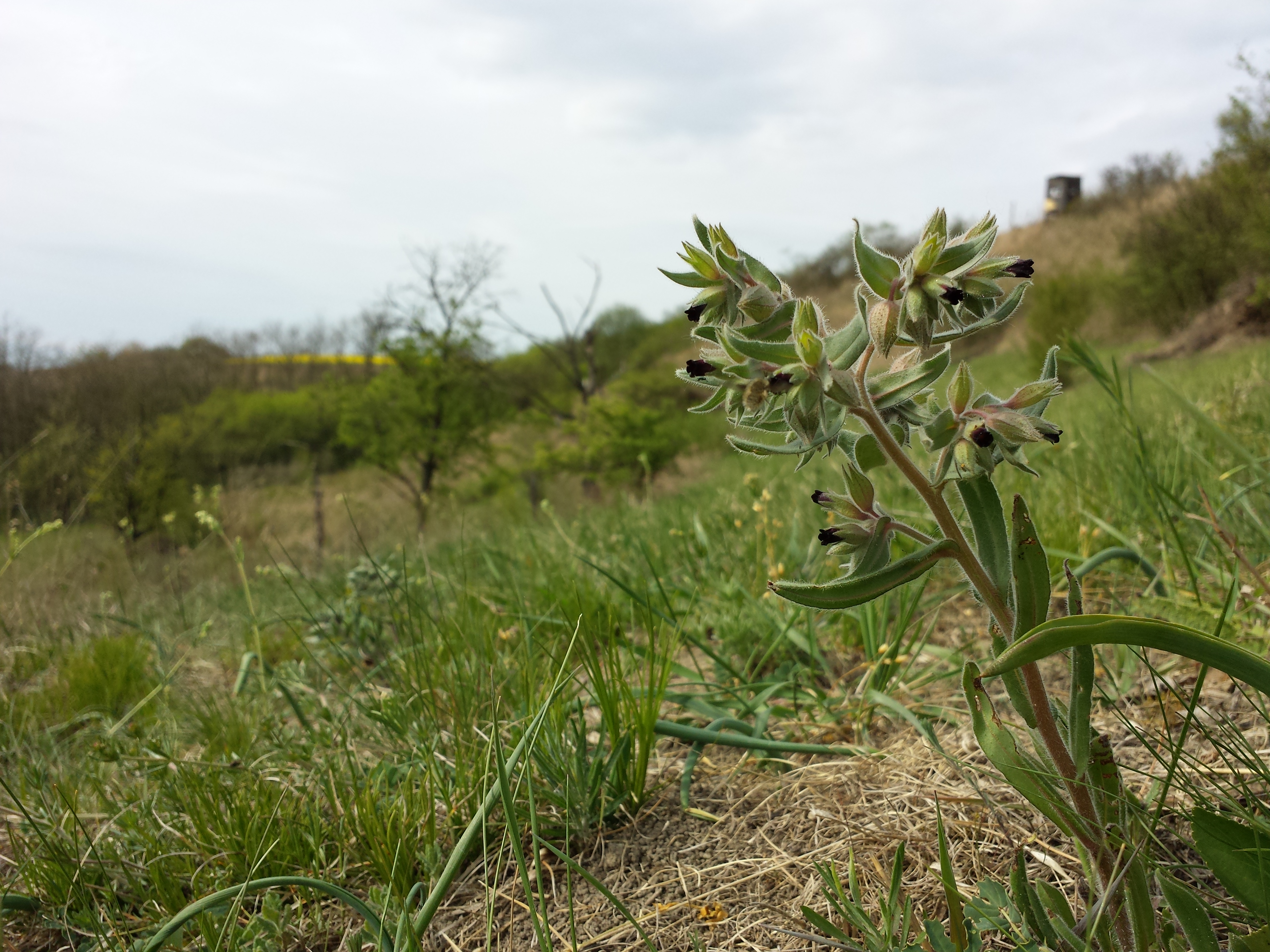
Kvetoucí rostlina

Dorůstá výšky 30–50 cm, základní barva je šedozelená; celá rostlina je hustě drsně chlupatá. Tuhá lodyha je přímá, dutá. Listy jsou podlouhle kopinaté, 10–12 cm dlouhé a 1–2 cm široké, celokrajné, štětinatě chlupaté; v přízemní růžici jsou řapíkaté, lodyžní jsou přisedlé.
Květenstvím jsou krátké, husté vijany vyrůstající v úžlabí horních listů; kalich je zvonkovitý, koruna trubkovitá až úzce nálevkovitá. Květy mají nejčastěji velmi tmavou, hnědě až černě fialovou barvu; vzácná je i varianta bílá nebo žlutá. Kvete od května do srpna, plody jsou vejčité tvrdky.

## Ekologie a rozšíření
Pipla osmahlá je velmi světlomilná, poměrně vápnomilná a suchomilná rostlina. Roste jednak ve společenstvech úzkolistých i širokolistých suchých trávníků a stepí, též na pastvinách, mezích, na okrajích polí, lesů a cest a v lesních lemech, často na vápnitých podkladech; druhotně také na antropogenních ruderálních stanovištích, železničních náspech apod. V ČR se vyskytuje dosti hojně v nižších polohách teplejších oblastí (jižní a střední Morava, střední a severozápadní Čechy), mimo tato území jen roztroušeně až vzácně. Z hlediska ochrany je zde hodnocena jako vzácnější druh, který vyžaduje další pozornost (C4a), zákonem chráněna však není.
Celkový areál rozšíření zahrnuje jižní temperátní, meridionální a submeridionální oblasti Evropy a Západní Asie; na severu zasahuje až do jižní Skandinávie, na západě po Německo a Švýcarsko, adventivně až do Francie. 